# Суханов, Пантелеймон Григорьевич
Пантелеймон Григорьевич Суханов (1874—?) — русский военачальник, генерал-лейтенант Генерального штаба. Герой Первой мировой войны.

## Биография
В службу вступил в 1892 году после окончания Сибирского кадетского корпуса. В 1894 году после окончания Константиновского военного училища по I разряду произведён в подпоручики и выпущен в Енисейский 94-й пехотный полк. В 1897 году произведён в поручики, в 1901 году в штабс-капитаны.
В 1902 году окончил Николаевскую военную академию по I разряду произведён в капитаны с причисление к Генеральному штабу — командир роты Каспийского 148-го пехотного полка. 
С 1904 года участник Русско-японской войны в должности старшего адъютанта штаба 37-й пехотной дивизии. С 1905 года старший адъютант штаба 23-й пехотной дивизии, был ранен и в период войны награждён рядом боевых наград.  
С 1907 года подполковник — штаб-офицер для поручений при штабе 19-го армейского корпуса. С 1911 года полковник — начальник штаба III округа, с 1913 года II округа  Отдельного корпуса пограничной стражи.

С 1914 года участник Первой мировой войны — начальник штаба 76-й пехотной дивизии. С 1915 года командир 11-го Финляндского стрелкового полка. С 1916 года генерал-майор — начальник штаба 3-й пехотной дивизии. Высочайшим приказом от 25 июня 1916 года за храбрость награждён орденом Святого Георгия 4-й степени:
За то, что состоя командиром 11 финляндского стрелкового полка, 22 мая 1915 года, прикрывая с отрядом сначала 17, а затем только в 9 рот без артиллерии фланговый марш двух дивизий от Стрия до Днестра и, будучи многократно атакуем сильнейшим противником, удерживал в течение 12 часов свои позиции у леса Лани и Журавы. Находясь под сильнейшим огнём неприятельской артиллерии и пехоты, лично руководил действиями своего малочисленного отряда, появляясь в критические минуты боя в передовых цепях своих рот, поддерживая примером личного мужества и самоотвержения энергию и упорство обороняющихся. Будучи тяжело контужен, продолжал оставаться в строю, до тех пор, пока возложенная на него задача прикрытия флангового марша двух дивизий не была исполнена им до конца

Высочайшим приказом от 15 ноября 1916 года за храбрость награждён Георгиевским оружием: 
За то, что  в течение боёв в период 1 февраля по 1 марта 1915 года в район д.д. Граниовны Ражанка Нижняя, в Карпатах, в исключительно трудных по характеру местности и времени года условиях, лично руководя действиями полка и находясь неоднократно в боевых линиях, овладел с боя выс. 963, хребтом между выс. 963-964, выс. 1175 и северной частью выс. 1283 на хребте Секуль, оттеснив значительно превосходящего в силах противника, чем установил боевую связь между флангами соседних отрядов
С 1917 года начальник штаба 32-го армейского корпуса. С 5 мая 1917 года командир  105-й пехотной дивизии. С 12 августа 1917 года командующий 45-го армейского корпуса. Высочайшим приказом от 23 августа 1917 года произведён в генерал-лейтенанты. С 13 ноября 1917 года по  январь 1918 года командующий 5-й армии Юго-Западного фронта.

## Награды
- Орден Святого Станислава 3-й степени (ВП 1904)
- Орден Святой Анны 3-й степени с мечами и бантом (ВП 1906)
- Орден Святого Станислава 2-й степени (ВП 1906)
- Орден Святого Владимира 4-й степени с мечами и бантом (ВП 1906)
- Орден Святой Анны 2-й степени (ВП 1908)
- Орден Святого Владимира 3-й степени с мечами (ВП 28.06.1915)
- Орден Святого Георгия 4-й степени (ВП 25.06.1916)
- Георгиевское оружие (ВП 15.11.1916)